# José Ángel Martín de Francisco
José Ángel Martín de Francisco (Valladolid, 15 de diciembre de 1955, ibídem, 14 de diciembre de 2004) fue un jugador de baloncesto español. Con 2,04 de estatura, su puesto natural en la cancha era el de pívot. Es el padre del también jugador Nacho Martín.

## Trayectoria
[actualizar]

## Vida personal
Falleció cuando estaba a punto de cumplir 49 años debido a una larga enfermedad.

## Palmarés
- Campeón de España Junior con el Real Madrid en la temporada 1973/74
- Medalla de Plata con la Selección Nacional Junior en el Campeonato de Europa de Orleans-74